# 塞瓦斯·门德斯
塞瓦斯·门德斯（西班牙語：Sebas Méndez，1997年4月26日—），厄瓜多尔男子足球运动员，司职中场。現時被巴甲球隊聖保羅外借至西乙球隊埃爾切。厄瓜多爾國家足球隊成員。他曾代表厄瓜多尔国家队参加2022年国际足联世界杯，结果队伍止步小组赛阶段。